# Land- und forstwirtschaftliche Lehranstalt
Die Land- und Forstwirtschaftliche Lehranstalten (LFLA) sind im Bildungssystem in Österreich Schulen für Agrarberufe. Sie sind dem Bundesministerium für Bildung, Wissenschaft und Forschung (kurz BMBWF), sowie dem Bundesministerium für Landwirtschaft, Regionen und Tourismus (kurz BMLRT) als Fachministerium direkt unterstellt.

## Geschichte und Stellung im Bildungssystem
Die Unterscheidung dieser Schulen ist historisch, sie werden nicht vom Landes- oder Stadtschulrat verwaltet, sondern sind direkt den beiden zuständigen Ministerien unterstellt. Durch diesen gegebenen Sonderstatus werden die Schulen unter der Gruppe der Zentrallehranstalten (ZLA) geführt. Sie sind im Land- und forstwirtschaftlichen Bundesschulgesetz, BGBl. Nr. 175/1966 geregelt.
Die Ausbildung in den Agrarberufen sind außerdem im Land- und forstwirtschaftliche Berufsausbildungsgesetz festgelegt.
Den Land- und forstwirtschaftlichen Lehranstalten gehören die folgenden Schulen an:
- Höhere land- und forstwirtschaftliche Schulen (HLFS):
  - Höhere Bundeslehranstalt für Forstwirtschaft Bruck an der Mur
  - Höhere Bundeslehranstalt für Land- und Ernährungswirtschaft Elmberg
  - Höhere Bundeslehranstalt für Land- und Ernährungswirtschaft Kematen
  - Höhere Bundeslehranstalt für Land- und Ernährungswirtschaft Pitzelstätten
  - Höhere Bundeslehranstalt für Land- und Ernährungswirtschaft Sitzenberg
  - Höhere landwirtschaftliche Bundeslehranstalt St. Florian
  - Höhere Bundeslehranstalt für Landwirtschaft Ursprung/Elixhausen
  - Höhere Bundeslehranstalt für Wein- und Obstbau Klosterneuburg

- Höhere Bundeslehr- und Forschungsanstalten (HBLFA):
  - Höhere Bundeslehr- und Forschungsanstalt für Landwirtschaft Raumberg-Gumpenstein
  - Höhere Bundeslehr- und Forschungsanstalt für Gartenbau Schönbrunn
  - Höhere Bundeslehr- und Forschungsanstalt für Landwirtschaft, Landtechnik und Lebensmitteltechnologie Francisco Josephinum Wieselburg

- Forstfachschule (FFS):
  - Forstfachschule Traunkirchen
- Bäuerliches Schul- und Bildungszentrum (BSBZ):
  - Bäuerliches Schul- und Bildungszentrum für Vorarlberg Hohenems
- HLA der Grazer Schulschwestern
  - Private Höhere Lehranstalt für Landwirtschaft und Ernährung Eggenberg

## Interessensvertretung der Schüler
Die Schüler der LFLA sind auch in der Zentrallehranstaltenschülervertretung (ZSV) vertreten.